# Ferrovia Bra-Ceva
La ferrovia Bra-Ceva era una linea ferroviaria che collegava le due località piemontesi, attivata nel 1874, ora dismessa.
Costruita come parte del collegamento ottocentesco tra Torino e Savona, via Trofarello-Carmagnola-Bra-Cherasco-Ceva, la linea perse buona parte della sua importanza con l'inaugurazione della variante di Fossano, per essere definitivamente soppressa in conseguenza dei gravissimi danni subiti durante l'alluvione del 1994.

## Storia

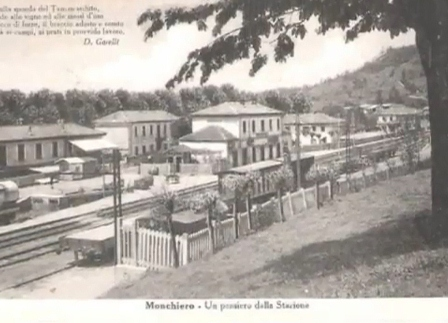
La stazione di Monchiero, con la diramazione tranviaria Monchiero-Dogliani

Da tempo nei disegni del Regno di Sardegna, la concessione di una ferrovia fra Torino e Savona "per Carmagnola, e diramazione Cairo-Acqui" fu approvata con regio decreto del novembre 1861, in attuazione di una legge promulgata nel luglio precedente, e assegnata alla Società Anonima per la ferrovia da Torino a Savona.
Problemi legati alla difficile natura dei terreni nella valle del Letimbro e alla crisi del debito pubblico imposero tuttavia al governo di subentrare nella concessione e nella conduzione dei lavori. Nonostante il forte ritardo dei lavori, che avrebbero dovuto essere ultimati, per contratto, entro l'anno 1872, la tratta Bra-Savona venne aperta all'esercizio in data 28 settembre 1874. L'esercizio della linea fu affidato alla Strade Ferrate dell'Alta Italia.
La ferrovia Carmagnola-Bra entrò in funzione soltanto dieci anni dopo, il 7 aprile 1884, completando così l'originale tracciato della ferrovia Torino-Savona e realizzando quindi il primo collegamento diretto fra Torino e la Liguria di ponente, eliminando il più lungo passaggio sulla linea Torino-Cuneo tra Carmagnola-Racconigi-Cavallermaggiore-Bra.
Un atto destinato a incidere profondamente sul destino della ferrovia fu l'approvazione, avvenuta in Parlamento nel 1910, della nuova "direttissima del Piemonte", una tratta a doppio binario da costruirsi fra Fossano-Mondovì-Ceva quale velocizzazione del tracciato per Savona, destinata a rendere marginale il collegamento via Bra e sostituire completamente la parallela ferrovia Fossano-Mondovì-Villanova, che era stata concepita proprio nell'ottica di costituire lei stessa tale collegamento. La nuova ferrovia fu inaugurata il 28 ottobre 1933.
Nonostante l'elettrificazione, avvenuta nel 1935, la linea, ormai priva dei collegamenti diretti, assunse un carattere eminentemente locale, senza significativi potenziamenti dei servizi, fino ai consistenti lavori di ammodernamento che vennero condotti nel 1991, previa chiusura della linea: i sottopassi stradali a Monchiero e Farigliano furono ricostruiti in muratura, la palificazione ex trifase completamente rinnovata e automatizzato il sistema di controllo del traffico. In tale anno risultava ancora attivo il servizio merci fra Bra e Cherasco e fra Ceva e Carrù.
L'alluvione del Tanaro del 1994 colpì il Piemonte meridionale, distruggendo diversi ponti sul Tanaro e danneggiando gravemente alcuni punti del tracciato, rendendo la linea di fatto inutilizzabile. Le FS decisero di non procedere con gli ingenti lavori di ripristino della ferrovia, interrompendone definitivamente l'esercizio. La tratta Cherasco-Ceva venne soppressa definitivamente il 26 giugno 2005, nonostante alcune proteste della popolazione locale. Il tratto Narzole-Ceva venne subito dismesso e smantellato, mentre nel tratto da Narzole a Bra fu mantenuta provvisoriamente in funzione la trazione elettrica per la presenza a Narzole di una sottostazione elettrica a servizio della linea Torino-Savona, poi soppressa anch'essa in seguito alla messa in esercizio della nuova sottostazione di Bra, per cui RFI procedette allo smantellamento della linea elettrica.
La parte della linea tra Bra e Cherasco, deelettrificata, è rimasta attiva come raccordo merci per servire un'industria locale operante nell'ambito del trasporto intermodale.
Nell'anno 2016 è stato presentato, a Torino il progetto di mobilità MetroGranda, una linea di metropolitana leggera ideata per collegare i principali centri della provincia di Cuneo sfruttando le vecchie linee Savigliano-Saluzzo-Cuneo, Cuneo-Mondovì, Mondovì-Bastia Mondovì, Bastia-Bra, Bra-Cavallermaggiore, Cavallermaggiore-Savigliano. Il progetto prevederebbe quindi la ricostruzione della linea Mondovì-Bastia e un ripristino delle linee Bastia-Bra, Mondovì-Cuneo e Cuneo-Saluzzo-Savigliano. Non sono però al momento previsti finanziamenti.

## Caratteristiche
| Continuation backward |

| Unknown route-map component "CONTgq" | Unknown route-map component "ABZg+r" |  |

| Station on track |

|  | Unknown route-map component "ABZgl" | Unknown route-map component "CONTfq" |

| Unknown route-map component "SKRZ-Au" |

| Small bridge over water |

| Unknown route-map component "KDSTxe" |

| Unknown route-map component "exHST" |

| Unknown route-map component "exWBRÜCKE1" |

|  | Unknown route-map component "exBHF" |

|  | Unknown route-map component "exmABZgl" | Unknown route-map component "uexCONTfq" |

| Unknown route-map component "exWBRÜCKE1" |

| Unknown route-map component "exWBRÜCKE1" |

|  | Unknown route-map component "exHST" |

| Unknown route-map component "exWBRÜCKE1" |

| Unknown route-map component "exWBRÜCKE1" |

| Unknown route-map component "exWBRÜCKE1" |

|  | Unknown route-map component "exHST" |

| Unknown route-map component "exWBRÜCKE1" |

| Unknown route-map component "exCONTgq" | Unknown route-map component "exABZgr+r" |  |

| Unknown route-map component "exWBRÜCKE1" |

|  | Unknown route-map component "exBHF" |

| Unknown route-map component "exWBRÜCKE1" |

| Unknown route-map component "exWBRÜCKE1" |

|  | Unknown route-map component "exHST" |

| Unknown route-map component "exWBRÜCKE1" |

|  | Unknown route-map component "exHST" |

| Unknown route-map component "exWBRÜCKE1" |

| Unknown route-map component "exWBRÜCKE1" |

|  | Unknown route-map component "exBHF" |

| Unknown route-map component "exWBRÜCKE1" |

| Unknown route-map component "exWBRÜCKE1" |

| Unknown route-map component "CONTgq" | Unknown route-map component "xABZg+r" |  |

| Station on track |

| Unknown route-map component "CONTgq" | Unknown route-map component "ABZgr" |  |

| Continuation forward |

La linea era a binario unico con scartamento ordinario da 1435 mm, per una lunghezza totale di 46,964 km.
Il percorso si snodava lungo il fondovalle del Tanaro, fiume con caratteristiche torrentizie, che veniva intersecato e scavalcato con numerosi ponti e che metteva costantemente a repentaglio l'integrità della sede.
La ferrovia venne elettrificata nel 1935 a corrente alternata trifase di 3600 V 16,2/3 Hz fino al 1973, anno in cui fu attuata la conversione degli impianti in corrente continua alla tensione di 3000 V.

### Percorso

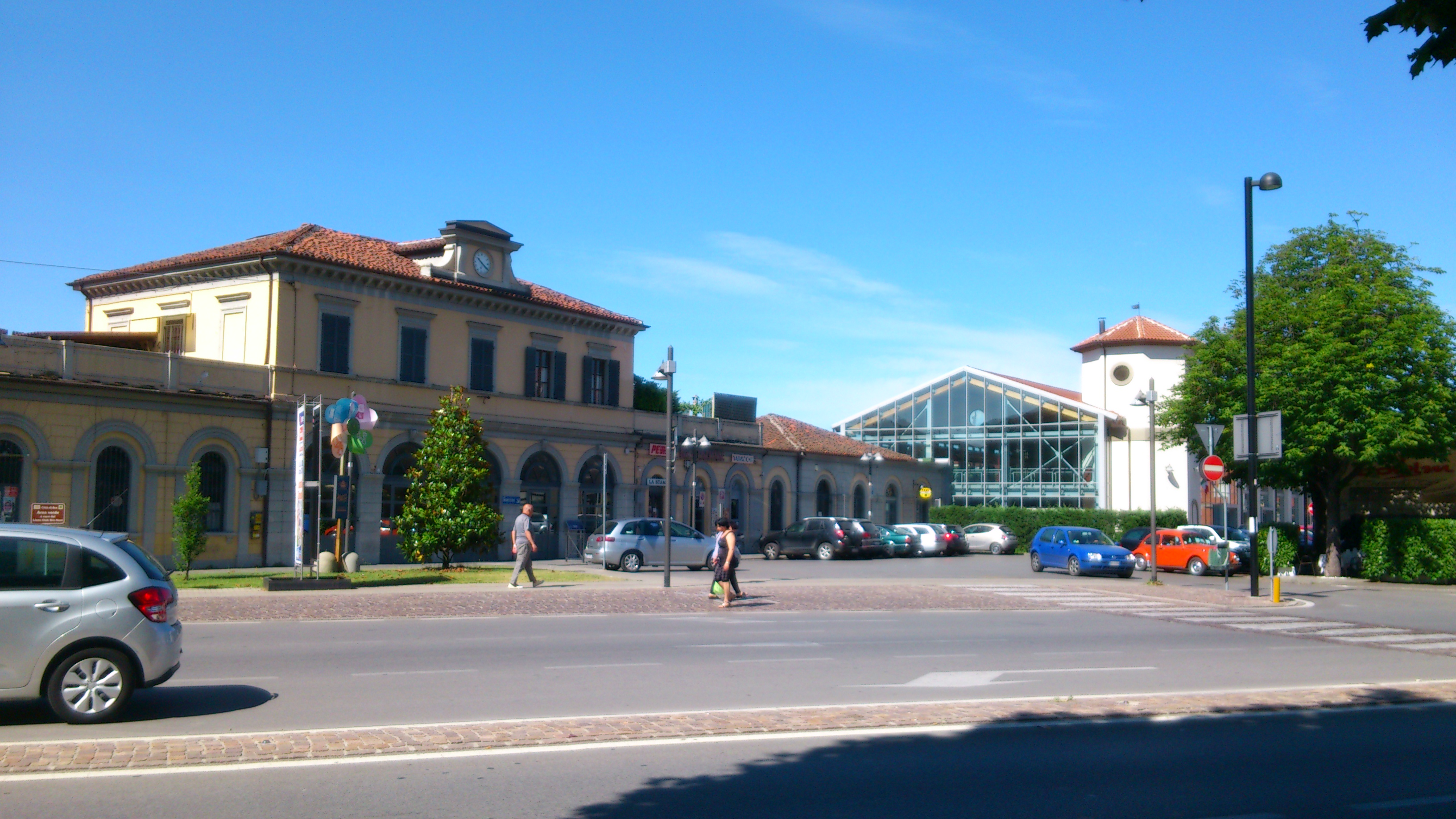
Facciata della stazione di Bra, impianto dimensionato per servizi più prestigiosi di quelli locali

Partita da Bra e impegnata una discesa del 14 per mille, la ferrovia raggiungeva il fondovalle del Tanaro, per poi cambiare direzione volgendo verso sud; superata la Stura di Demonte, veniva raggiunta la stazione di Cherasco, posta a distanza rispetto all'abitato. A seguito dello smantellamento della sottostazione elettrica di Narzole, tale sezione è stata privata della linea aerea di alimentazione e utilizzata in regime di raccordo a partire dal 2006.
Superata Narzole, la cui sottostazione elettrica venne potenziata nel 1998, a linea ormai soppressa, per esigenze legate al servizio sulla linea per Carmagnola, ed entrata ormai nella valle del Tanaro, la ferrovia raggiungeva la stazione di Monchiero-Dogliani donde si diramava, fra il 1923 e il 1953, la tranvia Monchiero-Dogliani, collegata alla ferrovia stessa con un raccordo.

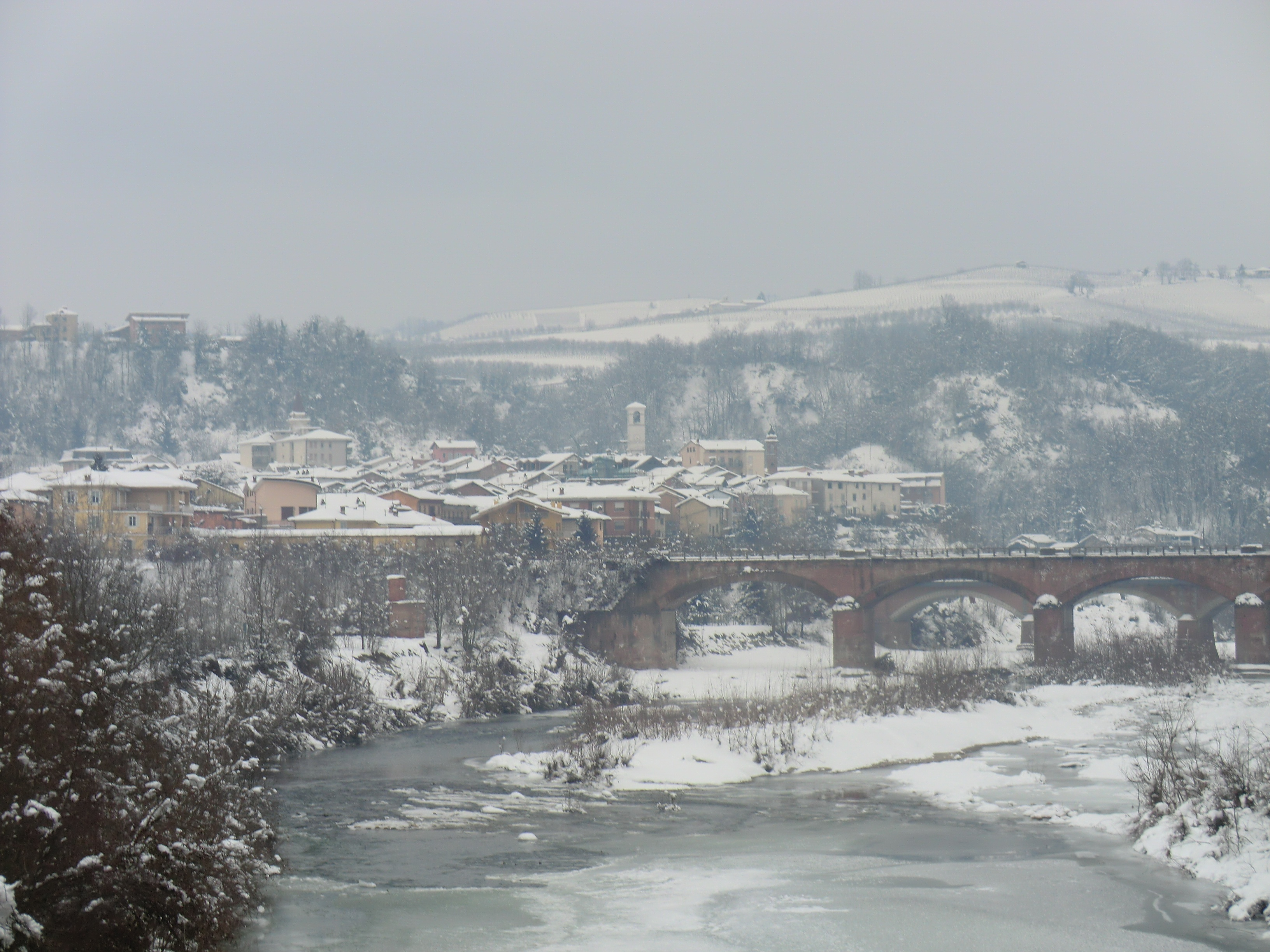
Un viadotto presso Farigliano

La medesima valle veniva seguita, toccando, nell'ordine, le stazioni di Farigliano e Carrù-Clavesana, con un percorso particolarmente sinuoso imposto dalla valle, che in tale tratto va via via restringendosi. Oltrepassato il Pesio e una delle rare gallerie lungo il percorso, s'incontrava sulla destra il binario della ferrovia Mondovì-Bastia Mondovì, che aveva capolinea nella successiva stazione di Bastia Mondovì; un tratto di raccordo per l'instradamento diretto verso Mondovì e Cuneo evitava il regresso a Bastia Mondovì.
Il percorso proseguiva ulteriormente verso sud, intersecando più volte il fiume, con un percorso in costante ascesa che raggiungeva le stazioni di Niella Tanaro, Rocca Cigliè, su una sede da tempo cancellata dall'allargamento della strada provinciale di fondovalle, e Castellino Tanaro, anch'essa come le due precedenti lontana dai centri abitati, per giungere infine alla stazione di Ceva.